# Отрадний (Горноуральський міський округ)
Отра́дний (рос. Отрадный) — селище у складі Горноуральського міського округу Свердловської області.
Населення — 218 осіб (2010, 208 у 2002).
Національний склад станом на 2002 рік: росіяни — 93 %.